# Brunbröstad todityrann
Brunbröstad todityrann (Hemitriccus obsoletus) är en fågel i familjen tyranner inom ordningen tättingar.

## Utseende och läte
Brunbröstad todityrann är en mycket liten tyrann. Ovansidan är enfärgat olivbrun, undersidan ljusbeige. Framför ögat syns en tydlig beigefärgad fläck. Liknande gråbröstad todityrann har just gråare bröst och istället vit fläck framför ögat. Sången består av en serie med "tic-tic-tic".

## Utbredning och systematik
Brunbröstad todityrann förekommer i bergstrakter i sydöstra Brasilien och delas in i två underarter:
- Hemitriccus obsoletus obsoletus – förekommer i Rio de Janeiro och São Paulo
- Hemitriccus obsoletus zimmeri – förekommer i Paraná och Rio Grande do Sul

### Familjetillhörighet
Arten placeras traditionellt i familjen tyranner. DNA-studier visar dock att Tyrannidae består av fem klader som skildes åt redan under oligocen, pekar på att de skildes åt redan under oligocen, varför vissa auktoriteter behandlar dem som egna familjer. Brunbröstad todityrann med släktingar placeras då i Pipromorphidae.

## Levnadssätt
Brunbröstad todityrann hittas i undervegetation i skogar med inslag av bambu. Den ses på högre höjder än liknande gråbröstad todityrann.

## Status och hot
Arten har ett stort utbredningsområde, men tros minska i antal, dock inte tillräckligt kraftigt för att den ska betraktas som hotad. Internationella naturvårdsunionen IUCN listar arten som livskraftig (LC).